# Patriot League (pallavolo)
La Patriot League è una delle 32 conference di pallavolo femminile affiliate alla NCAA Division I, la squadra vincitrice accede di diritto al torneo NCAA.

## Membri

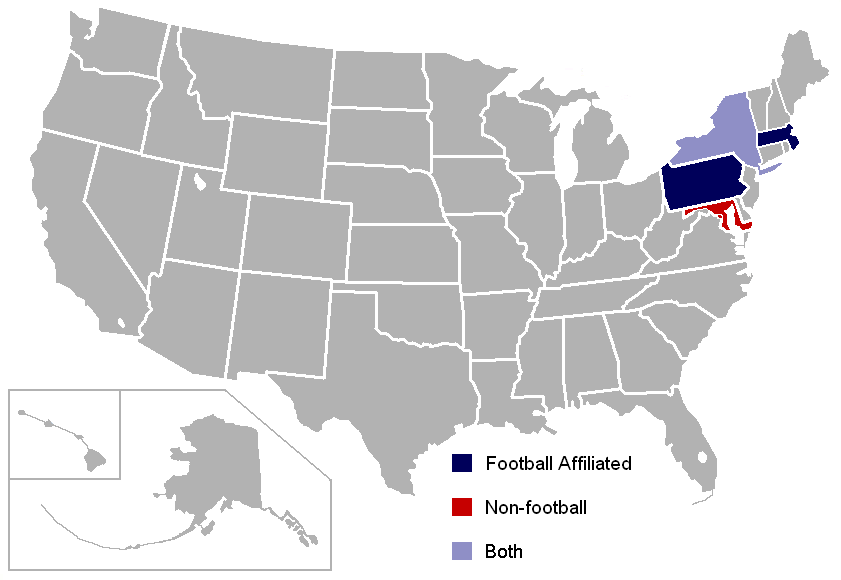

| Squadra             | Sede       | Stato                 | Fondazione | Soprannome     | Affiliazione |
| ------------------- | ---------- | --------------------- | ---------- | -------------- | ------------ |
| American            | Washington | Distretto di Columbia | 1976       | Eagles         | 2001         |
| Bucknell            | Lewisburg  | Pennsylvania          | 1978       | Bison          | 1990         |
| Colgate             | Hamilton   | New York              | 1973       | Raiders        | 1990         |
| Holy Cross          | Worcester  | Massachusetts         | 1976       | Crusaders      | 1990         |
| Lafayette College   | Easton     | Pennsylvania          | ?          | Leopards       | 1990         |
| Lehigh              | Bethlehem  | Pennsylvania          | 1974       | Mountain Hawks | 1990         |
| Loyola Maryland     | Baltimora  | Maryland              | ?          | Greyhounds     | 2013         |
| US Military Academy | West Point | New York              | 1978       | Black Knights  | 1990         |
| US Naval Academy    | Annapolis  | Maryland              | 1977       | Midshipmen     | 1991         |

### Ex membri
| College | Ingresso | Uscita |
| ------- | -------- | ------ |
| Fordham | 1990     | 1994   |

## Arene
| Squadre             | Arene                                    | Capacità |
| ------------------- | ---------------------------------------- | -------- |
| American            | Bender Arena                             | 4 500    |
| Bucknell            | Davis Gymnasium                          | 1 100    |
| Colgate             | Wesley M. Cotterell Court                | 1 750    |
| Holy Cross          | Hart Center at the Luth Athletic Complex | 3 536    |
| Lafayette College   | Allan P. Kirby Sports Center             | 3 500    |
| Lehigh              | Leeman-Turner Arena at Grace Hall        | 1 788    |
| Loyola Maryland     | Reitz Arena                              | 2 100    |
| US Military Academy | Gillis Field House                       | 3 500    |
| US Naval Academy    | Wesley Brown Field House                 | ?        |

## Albo d'oro
| Anno          | Podio               | Podio               | Podio            |
| Campione      | Seconda             | Terza               |                  |
| ------------- | ------------------- | ------------------- | ---------------- |
| 1990 Dettagli | Colgate             | US Military Academy | Fordham          |
| 1991 Dettagli | US Military Academy | Colgate             | US Naval Academy |
| 1992 Dettagli | US Military Academy | Colgate             | Lehigh           |
| 1993 Dettagli | Lehigh              | US Military Academy | US Naval Academy |
| 1994 Dettagli | US Military Academy | Colgate             | Lehigh           |
| 1995 Dettagli | Colgate             | Bucknell            | Lehigh           |
| 1996 Dettagli | Colgate             | US Naval Academy    | -                |
| 1997 Dettagli | Lehigh              | Bucknell            | -                |
| 1998 Dettagli | Bucknell            | Colgate             | -                |
| 1999 Dettagli | Colgate             | US Naval Academy    | -                |
| 2000 Dettagli | Bucknell            | Colgate             | -                |
| 2001 Dettagli | American            | US Military Academy | -                |
| 2002 Dettagli | American            | Lehigh              | -                |
| 2003 Dettagli | American            | Bucknell            | -                |
| 2004 Dettagli | American            | US Military Academy | -                |
| 2005 Dettagli | American            | US Military Academy | -                |
| 2006 Dettagli | American            | Bucknell            | -                |
| 2007 Dettagli | American            | Colgate             | -                |
| 2008 Dettagli | American            | Colgate             | -                |
| 2009 Dettagli | US Military Academy | American            | -                |
| 2010 Dettagli | American            | Colgate             | -                |
| 2011 Dettagli | American            | US Military Academy | -                |
| 2012 Dettagli | Colgate             | American            | -                |
| 2013 Dettagli | American            | Colgate             | -                |
| 2014 Dettagli | American            | Lehigh              | -                |
| 2015 Dettagli | American            | US Military Academy | -                |
| 2016 Dettagli | American            | Colgate             | -                |
| 2017 Dettagli | American            | US Naval Academy    | -                |
| 2018 Dettagli | US Naval Academy    | American            | -                |
| 2019 Dettagli | American            | US Military Academy | -                |
| 2020 Dettagli | US Military Academy | Colgate             | -                |
| 2021 Dettagli | Colgate             | American            | -                |
| 2022 Dettagli | Colgate             | US Naval Academy    | -                |
| 2023 Dettagli | Colgate             | American            | -                |
| 2024 Dettagli | Colgate             | US Military Academy | -                |

## Palmarès
| Squadre             | Titoli | Stagioni                                                                                       |
| ------------------- | ------ | ---------------------------------------------------------------------------------------------- |
| American            | 16     | 2001, 2002, 2003, 2004, 2005, 2006, 2007, 2008, 2010, 2011, 2013, 2014, 2015, 2016, 2017, 2019 |
| Colgate             | 9      | 1990, 1995, 1996, 1999, 2012, 2021, 2022, 2023, 2024                                           |
| US Military Academy | 5      | 1991, 1992, 1994, 2009, 2020                                                                   |
| Lehigh              | 2      | 1993, 1997                                                                                     |
| Bucknell            | 2      | 1998, 2000                                                                                     |
| US Naval Academy    | 1      | 2018                                                                                           |